# كاواي ميتشي

ميتشي كاواي في منشور يعود لعام 1919.

كاواي ميتشي (29 تموز\يوليو 1877 - 11 شباط\فبراير 1953) كانت تربوية يابانية، وناشطة مسيحية، ومؤيدة للعلاقات اليابانية الغربية قبل وأثناء وبعد الحرب العالمية الثانية. عملت كأول سكرتير وطني ياباني لجمعية الشابات المسيحيات العالمية في اليابان ومؤسسة جامعة كيسين.

## نشأتها
ولدت كاواي في 29 تموز (يوليو) عام 1877 في إيسه في محافظة [[ميه (محافظة)>]]، كان والدها كاواي نورياسو كاهن شنتو، ووالدتها شيموساتو كيكوي ابنة سيد قرية ماكيدو.
عندما كانت كاواي لا تزال طفلة، فقد والدها عمله فاختار الانتقال بعائلته إلى هاكوداته، في هوكايدو، حيث كانت الحكومة تشجع المواطنين على الاستقرار. هناك، عام 1887، التحقت بمدرسة داخلية حديثة الإنشاء في سابورو، تديرها مبشّرة مشيخية اسمها سارا سميث، كانت المدرسة تعرف باسم «مدرسة سميث للبنات»، ثم سميت المدرسة لاحقاً باسم «هوكوسي جوغاكو» أو مدرسة نجمة الشمال للبنات. (عام 1951، أصبحت المدرسة «كلية هوكوساي غاكوين للنساء»، وفي عام 1962 تأسست جامعة هوكوساي غاكوين.)
في مدرسة الآنسة سميث، بدأت كاواي تعلّم كتابة اللغة اليابانية والحساب واللغة الإنجليزية. ومواضيع أخرى كعلم النبات والأدب الياباني وعلم الحيوان والكلاسيكيات الصينية والجبر والهندسة. كان يدرّس بعض المواد أساتدة من كلية سابورو الزراعية والتي أصبحت لاحقاً جامعة هوكايدو) من أمثال نيتوبي إينازو.
عام 1895، وقبل أن يصبح عمرها 18 بفترة قليلة، قضت كاواي عاماً في المساعدة على بدء إنشاء مدرسة أخرى للبنات شمال هوكايدو.

## الدراسة في الولايات المتحدة
بعد عودتها إلى كوكوسي جوغاكو، شجع نيتوبي إينازو كاواي على السفر إلى الولايات المتحدة للدراسة. في البداية، أمضت وقتاً في طوكيو للدراسة مع تسودا أومي وحصلت على منحة دراسية من لجنة أمريكية أسستها تسودا في فيلادلفيا. انتقلت كاواي إلى الولايات المتحدة في سن 21 والتحقت بالمدرسة التحضيرية الأمريكية. ثم دخلت كلية برين ماور في بنسيلفانيا عام 1900، وتخرجت عام 1904.
حينما كانت في الولايات المتحدة، أصبحت كاواي على علاقة بجمعية الشابات المسيحيات التي كانت تعمل لتحسين حياة النساء من خلال تحسين حياتهن الاجتماعية والتغيير الاقتصادي. تحديداً، حضرت كاواي مؤتمر الجمعية الذي أقيم في ولاية نيويورك خلال صيف عام 1902. وهناك التقت سيدة كندية تدعى كارولين ماكدونالد، التي أرسلتها الجمعية لاحقاً إلى اليابان للمساعدة في تأسيس جمعية الشابات المسيحيات الوطنية اليابانية.

## العودة إلى اليابان
بعد تخرجها، عادت كاواي إلى اليابان، حيث درّست في مدرسة تسودا أومي للبنات، والتي أصبحت لاحقاً كلية تسودا. كانت تدرّس اللغة الإنجليزية والترجمة والتاريخ. كما أصبحت إحدى العضوات المؤسسات لجمعية الشابات المسيحيات في اليابان مع كارولين ماكدونالد، التي وصلت إلى اليابان عام 1905. كانت كاواي أول سكرتيرة وطنية للجمعية في اليابان عام 1912،  واستمرت في هذا المنصب حتى عام 1926.
عام 1916، اختارت كاواي التفرّغ للجمعية وترك التدريس. حيث عملت على توسيع الجمعية الوطنية وإنشاء جمعيات محلية على مستوى المدن في اليابان كلها، وسافرت إلى عدة دول للاجتماعات الدولية الخاصة بالجمعية، حيث كانت متحدثة باسم الجمعية اليابانية. بعد زلزال كانتو الكبير 1923، عملت كاواي كأول رئيس لجميعة نساء طوكيو، والتي لعبت دوراً هاماً في تنظيم جهود الإغاثة بعد الزلزال.

## إنشاء جامعة كيسين
عام 1927، أنشأت كاواي مدرسة مسيحية للشابات في طوكيو، وأسمتها «كيسين جوغاكو-إن» (نافورة البركات، حديقة تعليم الفتيات). كانت المدرسة في بادئ الأمر عبارة عن مبنىً مستأجر في طوكيو، سجّلت فيها تسع فتيات عام 1929، أي في السنة الدراسية الأولى، ثم ما لبثت المدرسة أن وسّعت الموقع. بحلول عام 1931، أصبح للمدرسة مساحاتها الخاصة، وكان عدد طالباتها 60 طالبة، واستمرت في التطور. في سنواتها الأولى، كانت المدرسة تدرّس اللغة اليابانية والرياضيات والتاريخ والجغرافيا والعلوم واللغة الإنجليزية والحياكة اليابانية والغناء والألعاب والرسم والكتاب المقدس والأخلاق والدراسات الدولية والبستنة. من هذه المدرسة، تطوّرت جامعة كيسين الحديثة، التي تأسست في تاما، طوكيو عام 1988.

## وصلات خارجية
- جامعة كيسين